# 제국친위대 기마척탄병연대
제국친위대 기마척탄병연대(프랑스어: Grenadiers à Cheval de la Garde Impériale)는 프랑스 제1공화국 통령정부 및 프랑스 제1제국 제국친위대의 중기병 연대 중 하나이다. 공화국 시절부터 존재했던 연대로서 1804년 제국친위대가 창설되었을 때 고참친위대로 분류되었으며, 1806년 이후로는 용기병연대와 함께 여단을 이루었다. 총 연대 병력수는 장교와 병사를 모두 합하여 1,100명을 약간 상회했다.
나폴레옹 전쟁 당시에는 전쟁터에 잘 나가지 않고 황제를 호위하며 예비대로서 보존되었다. 투입된 전투로는 마렝고 전투, 아우스터리츠 전투, 아일라우 전투, 하나우 전투, 워털루 전투 등이 있으며, 투입된 사례는 적었지만 투입되었을 때마다 놀라운 성과를 거두었다. 나폴레옹이 몰락하고 부르봉 왕정복고가 이루어진 1815년 해산되었다.